# 劉博文
劉博文（1922年—1981年6月6日），臺灣臺南學甲中洲人，為第五、六屆臺南縣縣長，在地方上屬「海派」派系。任內因發生農地重劃弊案被起訴停職，入獄後因病保外就醫，最後在家中上吊自殺。

## 早年生平
劉博文出身學甲中洲，祖先劉十從柳營搬至位於將軍溪橋北的村落棧寮，形成劉氏聚落。父親劉老福，以修理腳踏車為業。:170劉博文在日治時期就讀北門農校，14歲時中途輟學投靠在满洲作醫生的叔叔，曾經人介紹到日本憲兵隊擔任給事，並參加日本函授學校，畢業後升為譯官。:170
第二次世界大战結束後，劉博文從滿洲回到臺南擔任北門農校教員，而當時校長即是後來擔任臺南縣縣長的高文瑞。1947年，劉博文參加司法人員甄試，到南京參加訓練後，分發為花蓮監獄典獄長兼看守所長。:171高文瑞當上縣長後，欲升任劉博文擔任教育科科長，劉博文即因學歷問題遭省府以「資格不符」三度打回票，最後在高文瑞力挺下就任。:171
胡龍寶就任縣長後，曾因派系不和欲打壓劉博文。最後在地方人士斡旋下續任教育科科長。:172-173

## 臺南縣縣長
1964年第五屆臺南縣縣長選舉，在國民黨黨內提名之際，「海派」由劉博文爭取參選；「山派」則有縣議會議長、玉井名醫廖乾定及黨工出身的醫師李耀乾爭取提名。然而當外界一致認為廖乾定獲得提名之時，廖氏卻忽然接到一封內附子彈的恐嚇信，後在廖母堅決反對下，廖乾定選擇退出選舉。「山派」只好臨時改由李耀乾出馬。而海派則在吳三連斡旋下，最後國民黨同意省黨部建議，開放自由競選。:29-30最終由劉博文對上「山派」胡龍寶派系支持的黨工李耀乾。
在選舉之初，就發生劉博文請「分期請假」，被「山派」現任縣長胡龍寶批駁不准請假的事件。最後劉博文簽呈一次請假27天。在選舉中，「海派」緊咬李耀乾是雲林縣人，「山派」則大力抨擊劉博文的學歷問題。:30劉博文則宣稱他自1942年到1943年在日本專修大學法學部修業兩年，得到過學校發給的學分證明書，但因日軍侵略中國軍事失利，以致全國大專學校關閉，以學生從軍攻打中國否則不給畢業證書威脅。劉博文稱他「凜於愛國大義，不甘屈服，逃回祖國」故未領得畢業證書。並表示當選舉告一段落後，當依法追訴以維名譽。而李耀乾則對自己不能說國語（即北京話）解釋「我國推行國語，原先政府是在滿洲話和閩南話擇一而行，但當時說閩南話的人士沒有盡到爭取之責，所以我國的國語即採用滿洲語」，並舉高文瑞與黃千里競選縣長為例：黃千里國語頭頭是道；高文瑞國語卻一知半解，最後高文瑞卻當選而且做得不錯，能不能說國語跟能不能做縣長並無關係。李耀乾雖有現任縣長胡龍寶的支持，然而劉博文亦有前縣長高文瑞支持，加上劉博文有新生製麻場及台南紡織財團的支持，在財力上遠勝過李耀乾。:31-32而李耀乾的黨工背景也引起非議，影響了李耀乾的選情。最後在4月26日投票中，劉博文獲得176,833票、以61.80%得票率，擊敗李耀乾的109,296票、38.20%得票率當選。而劉博文當選後，由於其學歷登記為「日本專修大學高等研究科畢業」，再度因學歷問題被李耀乾告上法院，:30最後法院由教育部鑑定以「視同大學畢業」承認劉氏學歷。:172
縣長任內，劉博文受到議會議長沈永德、副議長戴再生的全力支持，政績斐然，連年獲得甲等縣長。任內爭取臺灣省政府及美援補助，辦理10年農地重劃。至民國六十四年（1975年），完成52區、38.628公頃。並爭取亞洲蔬菜研究中心，獲得省政府農林廳支持，於善化鎮設立亞洲蔬菜研究中心。並配合中央推行九年國民教育、普及教育設施，在2任縣長任內，增建瑞峰、土庫等20國小，以及柳營、官田、仁德、南化等18所國中。設立「工業發展投資策進會」，建立地方工業投資環境、提供投資人設廠諮詢及協助服務，民國五十九年（1970年）成立60.52公頃之保安工業區、六十年（1971年）設置29.2公頃之土庫卯舍段工業用地，帶動工業起飛。此外也促成曾文水庫的興建，於民國五十六年（1967年）動工。
1968年第六屆縣長選舉中，劉博文以270,845票再度當選連任。

## 捲入六甲農地重劃弊案
劉博文當選連任後，一改穩健作風，力求表現。:1741968年實施九年國民教育後，縣府大幅度調動人事，即引起非議。並遭議員指出國中、國小工程圍標舞弊嚴重。此外為配合省府規劃曾文水庫、白河水庫和持續農地重劃等工作被指涉入弊案。最終爆發出「六甲農地重劃弊案」。
在辦理新營農地重劃時，縣府原本預定工程三千萬，卻因索價太高引起農民無力負擔要求降低，降低至兩千萬元。劉博文原打算以議價方式發包，遭地方強烈反對，最終改未公開競標。競標結果竟以一千二百萬發包。一件工程從三千萬可降為一千二百萬，顯示出縣府預算有以少報多之嫌。也引起早先實施的六甲農地重劃區百性的議論，一時流言四起。而在有關單位查訪下，不利劉博文的貪污罪證陸續出現。:174
1972年3月，爆發六甲鄉農地重劃弊案，在有關單位調查下，縣府主任秘書孫學津被收押，並供出是劉博文授意。最終劉博文以貪汙罪遭起訴，收押進看守所。在偵查過程中，劉博文一度因病住進醫院，宣稱得了高血壓及糖尿病，不能應訊。:1746月，劉博文被擔架從空軍醫院抬至地檢處拘提，8月1日遭到停職，由省府派金輅代理。當劉博文收押的消息傳到臺南縣時，六甲鄉民曾為此鳴砲慶祝，並高呼「明鏡高懸」。:175
劉博文在一、二審被判刑十二年有期徒刑。入獄一年多後因染上帕金森病而保外就醫，長期受台南醫院醫治。住在臺南市建業街二十四巷七號四樓長子住宅中養病。:175
1981年4月25日晚間，劉博文曾企圖以煤氣自殺獲救。6月6日上午，劉博文之妻劉孚瑜單獨外出，下午四時返家時發現大門自內往外反鎖，叫鎖匠開門後已發現劉博文在客廳與餐廳門楣上方以一條麻繩上吊身亡，享年五十九歲。晚上九時，檢察官石木欽率法醫江啓遠前往臺南市立殯儀館驗屍，確認無他殺嫌疑。

## 其他
- 劉博文的施政影響到對國民黨派系的評價，並且與李雅樵相提並論。如1993年臺南縣縣長選舉中，國民黨提名同是出身教育界的黃秀孟。即被退黨參選的黃丁全在文宣上攻擊「自劉博文起，凡是教育界出身的國民黨籍候選人都是一團糟...」。[14][4]:281